# Чанд, Рохит
Рохит Чанд (непальск. रोहित चन्द; 1 марта 1992 года; Непал) — непальский футболист, выступающий на позиции полузащитника. С 2009 года один из основных игроков сборной Непала.

## Карьера
В Непале играл за клуб «Мачиндра». Позднее перебрался в индийский «ХАЛ», с 2012 года начал выступать за индонезийские клубы «ПСПС» и «Персиджа». Первую половину 2016 года провёл в малайзийском клубе «Т-Тим».
С 2009 года выступает за сборную Непала. Также выступал за юношескую и молодёжную сборные этой страны.